# Langhagen (Neustrelitz)
Langhagen ist ein Ortsteil der Stadt Neustrelitz im Landkreis Mecklenburgische Seenplatte in Mecklenburg-Vorpommern.

## Geschichte
Im Jahr 1257 wurde Langhagen erstmals urkundlich erwähnt. Im Mittelalter wurden mehrere Höfe in Langhagen und Liepen von den Rittern von Peccatel verpfändet worden. Im Jahr 1556 verkaufte Georg von Mahlzahn sechs Höfe in Langhagen an den Herzog von Mecklenburg. Vor dem Dreißigjährigen Krieg wurde Langhagen von vier Bauern beackert. Nach dem Dreißigjährigen Krieg war der Ort verlassen. Trotzdem gehörte er immer noch zum Rittergut Klein Vielen. Aus einem Steuerzettel von 1682 geht hervor, dass der Ort wieder bewohnt und bewirtschaftet wurde. Bis in das Jahr 1835 war das Gut in Langenhagen lediglich Nebengut von Klein Vielen. In der Zeit von 1835 bis 1871 war das Gut schließlich eigenständig.

## Geografie und Verkehrsanbindung
Langhagen liegt nordwestlich der Kernstadt von Neustrelitz. Die B 193 verläuft östlich. Unweit westlich erstreckt sich der 45,5 ha große Langhäger See und südlich der 122 ha große Kramssee.

## Sehenswürdigkeiten

### Baudenkmale
In der Liste der Baudenkmale in Neustrelitz sind für Langhagen drei Baudenkmale aufgeführt:
- Gutshaus und Nebengebäude (Holzschuppen)
- alte Friedhofskapelle
- alter Friedhof mit einigen Gräbern und Grabsteinen